# 매니 몬타나
매니 몬타나(Manny Montana, 1983년 9월 26일 ~ )는 미국의 배우이다.
롱비치에서 태어났다.

## 출연 작품
- 라스트 미션 (2018년) - 액슬 역
- 언드래프티드 (2016년) - 자파타 역
- 블랙코드 (2015년) - 로자노 역
- 고 포 시스터즈 (2013년) - 테노크 역
- 에이토날 (2012년)
- 시카고 코드 (2011년) - 안토니오 베츠 역
- 로드 투 몰록 (2010년) - 마티네즈 역

### 텔레비전
- 그레이스랜드 (2013-15)
- 콘빅션 (2016-17)
- 굿 걸스 (2018-21)